# Барчево (гміна)
Гміна Барчево (пол. Gmina Barczewo) — місько-сільська гміна у північній Польщі. Належить до Ольштинського повіту Вармінсько-Мазурського воєводства.
Станом на 31 грудня 2011 у гміні проживало 17190 осіб.

## Територія
Згідно з даними за 2007 рік площа гміни становила 319.85 км², у тому числі:
- орні землі: 52.00%
- ліси: 31.00%

Таким чином, площа гміни становить 11.26% площі повіту.

## Населення
Станом на 31 грудня 2011:
| Опис     | Загалом | Загалом | Чоловіки | Чоловіки | Жінки | Жінки |
| -------- | ------- | ------- | -------- | -------- | ----- | ----- |
| одиниця  | осіб    | %       | осіб     | %        | осіб  | %     |
| все      | 17190   | 100     | 8571     | 49.86    | 8619  | 50.14 |
| міське   | 7318    | 100     | 3540     | 48.37    | 3778  | 51.63 |
| сільське | 9872    | 100     | 5031     | 50.96    | 4841  | 49.04 |

## Сусідні гміни
Гміна Барчево межує з такими гмінами: Біскупець, Дзьвежути, Дивіти, Єзьорани, Пурда.